# Odontomachus ruficeps
Odontomachus ruficeps är en myrart som beskrevs av Smith 1858. Odontomachus ruficeps ingår i släktet Odontomachus och familjen myror. Inga underarter finns listade i Catalogue of Life.

## Bildgalleri

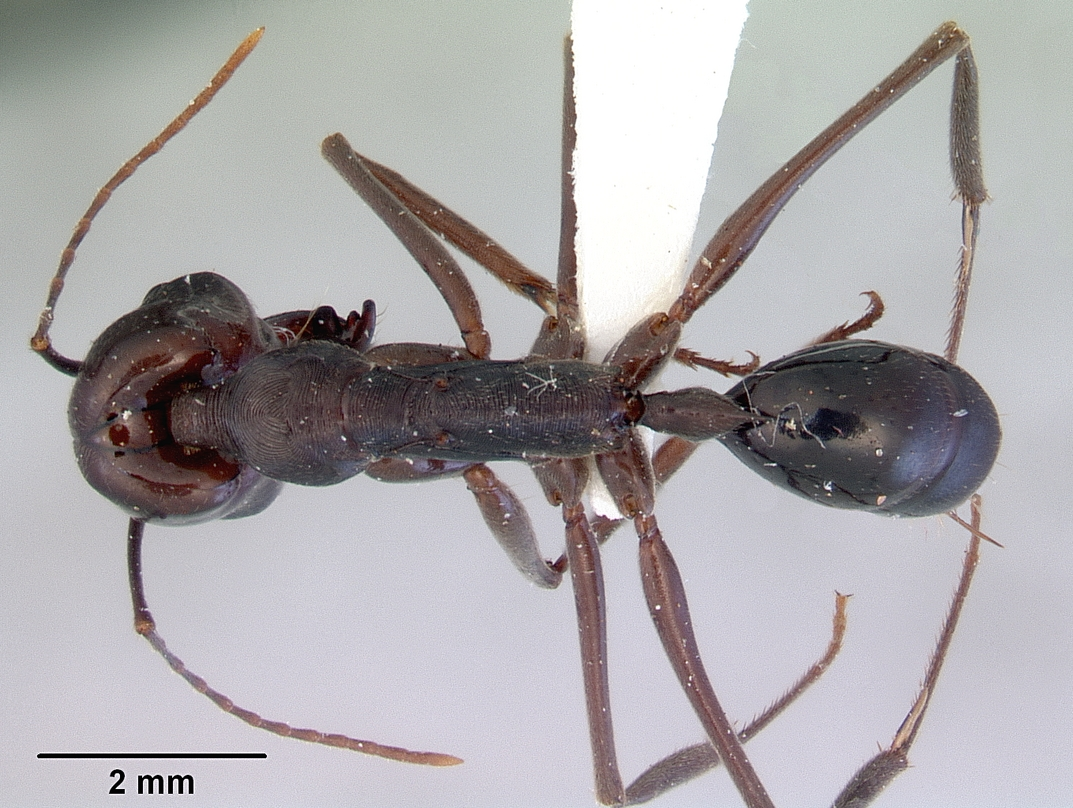
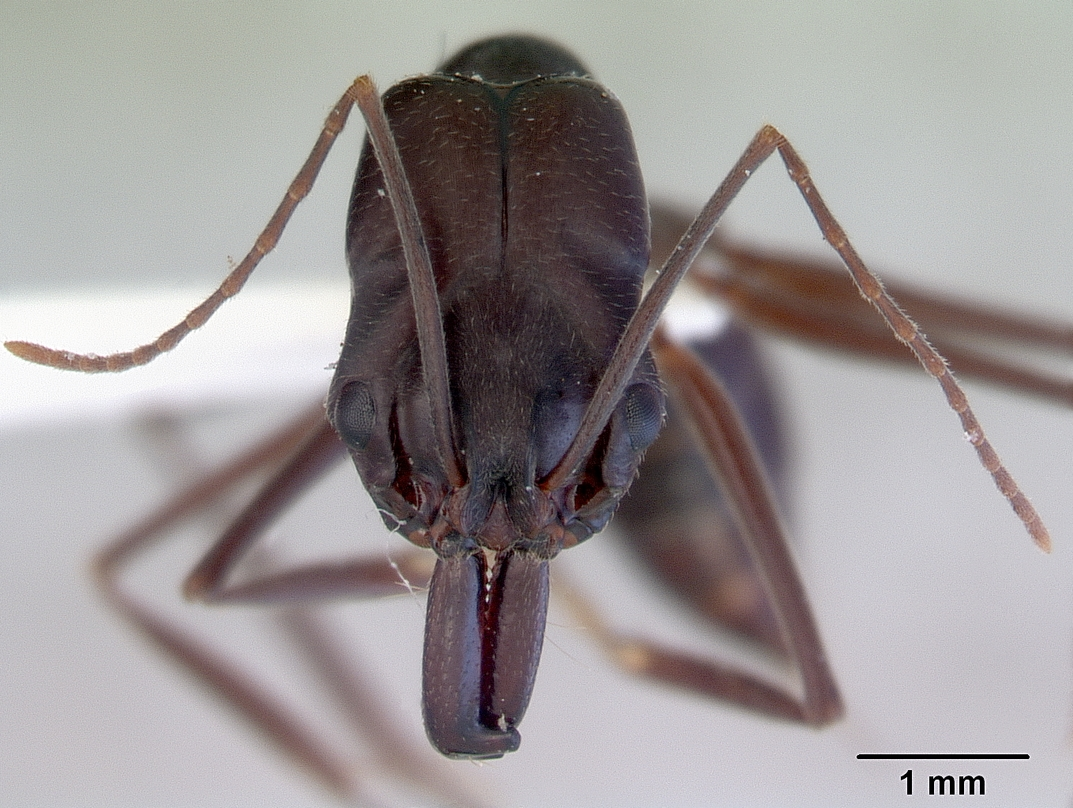
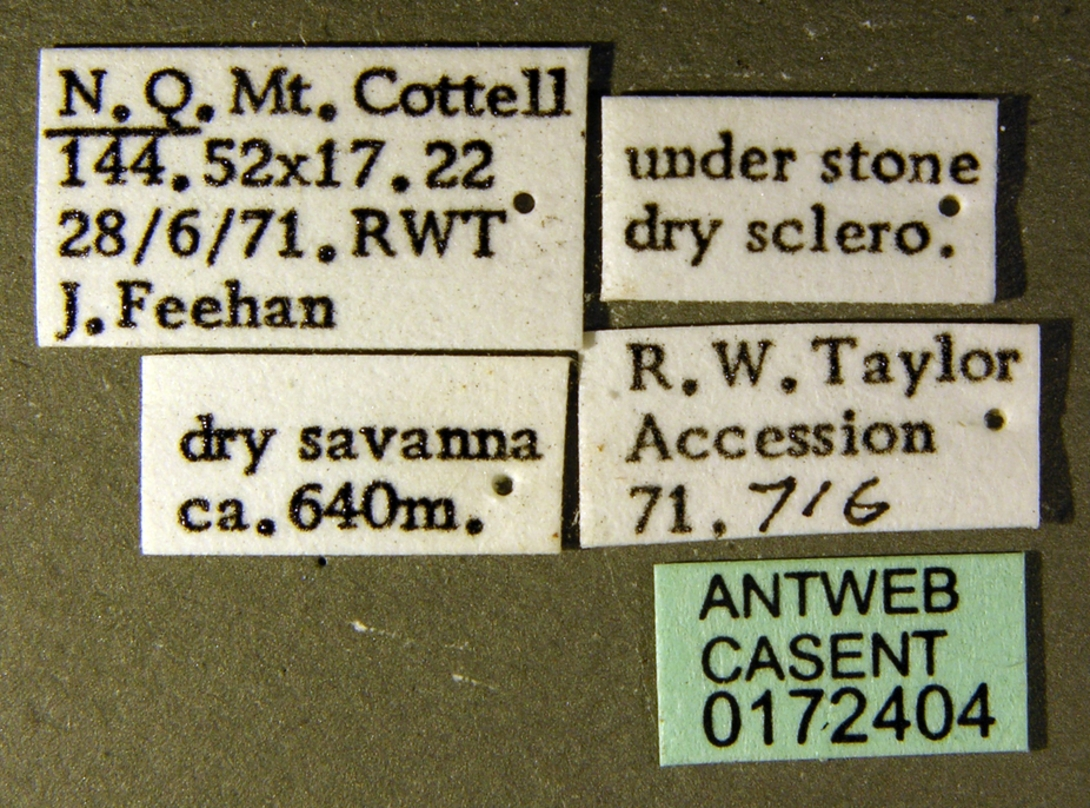
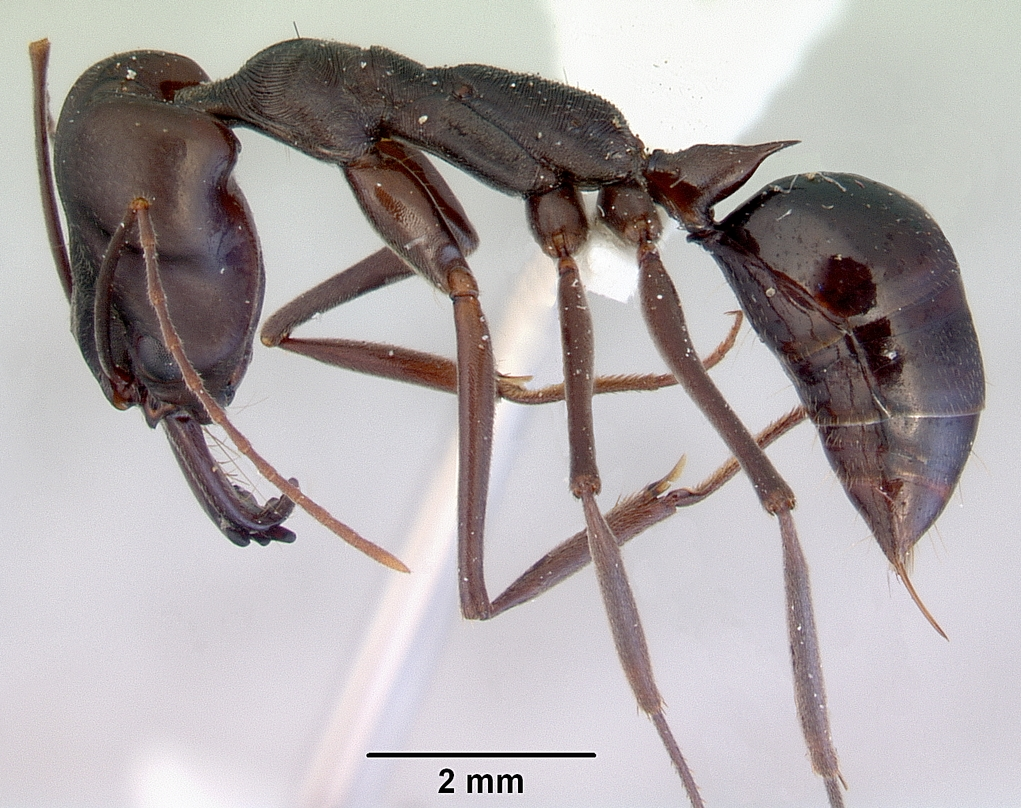
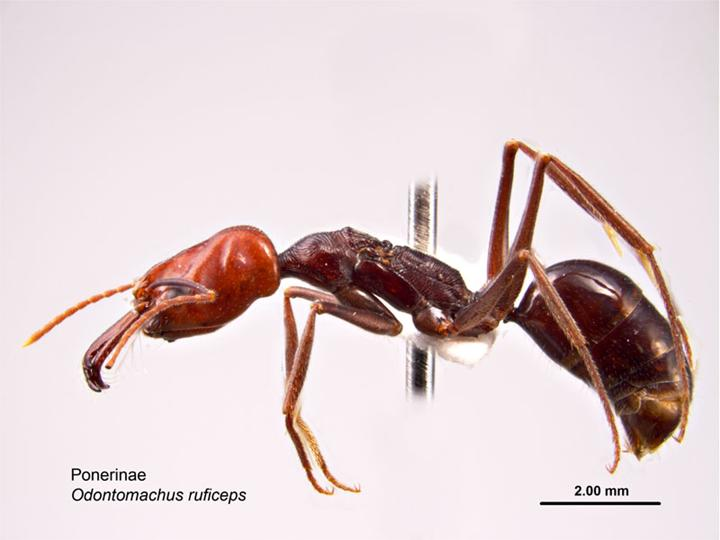